# Oranjemund (Wahlkreis)
Oranjemund ist mit 13.200 Einwohnern (Stand 2023) auf einer Fläche von 4623 Quadratkilometern der zweitkleinste von sieben Wahlkreisen in der südnamibischen Region ǁKharasKlicklaut. Er umfasst im Wesentlichen den nördlichen Unterlauf des Oranjeflusses und bildet somit ein Grenzgebiet zu Südafrika. Die Kreisverwaltung sitzt in der gleichnamigen Stadt Oranjemund.
Zum Wahlkreis Oranjemund gehören außerdem die Orte Rosh Pinah, Witputz und Sendelingsdrift. Eine Straße nach Keetmanshoop und Lüderitz führt durch die Hunsberge und den Fish River Canyon. Auf der südlichen, südafrikanischen Flussseite befinden sich Alexander Bay und der Richtersveld-Nationalpark.

## Wahlen
| Wahl | Name            | Partei | Stimmenanteil |
| ---- | --------------- | ------ | ------------- |
| 1992 |                 |        |               |
| 1998 | Toivo Nambala   | SWAPO  | o. W. 1       |
| 2004 | Toivo Nambala   | SWAPO  | o. W. 1       |
| 2010 | Elifas Iita     | SWAPO  | 88,2 %        |
| 2015 | Lasarus Nangolo | SWAPO  | 92,8 %        |
| 2020 | Lasarus Nangolo | SWAPO  | 50,6 %        |